# Eugen Steimle

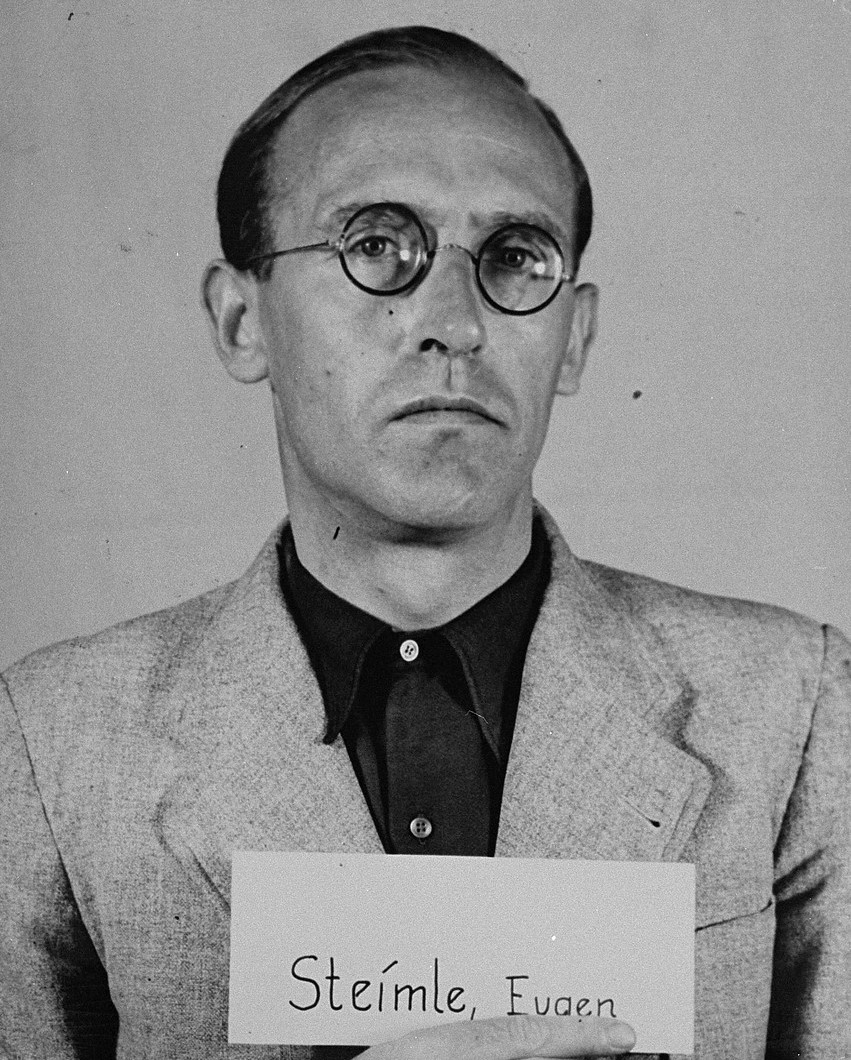
Eugen Steimle beim Einsatzgruppen-Prozess

Eugen Karl Steimle (* 8. Dezember 1909 in Neubulach bei Calw; † 6. Oktober 1987 in Ravensburg) war in der Zeit des Nationalsozialismus ranghoher Mitarbeiter (SS-Standartenführer) des Sicherheitsdienstes (SD) und war als Leiter zweier Sonderkommandos von Einsatzgruppen des SD für Massenmorde in der Sowjetunion verantwortlich.

## Leben

### Karriere im SD
Steimle war Sohn eines Landwirts und entstammte einem streng pietistischen Elternhaus, das der Liebenzeller Gemeinschaft nahestand. Nach dem Abitur 1929 an der Oberrealschule Pforzheim studierte er Geschichte, Germanistik, Französisch und Philosophie an den Universitäten von Tübingen und Berlin. In Tübingen wurde er 1929 Mitglied der Verbindung Normannia. Im Mai 1935 bestand er sein Lehramtsexamen und im März 1936 qualifizierte er sich als Studienassessor.
Am 1. Mai 1932 trat er in die NSDAP (Mitgliedsnummer 1.075.555), die SA sowie den NSDStB ein. 1933/34 war er Hochschulgruppenführer des NSDStB und Führer der Studentenschaft an der Universität Tübingen. Von Oktober 1934 bis April 1936 war er Studentenführer des NSDAP-Gaus Württemberg-Hohenzollern. Mit dem Wechsel zur SS (SS-Nummer 272.575) im April 1936 trat er dem Sicherheitsdienst (SD) bei (von Gustav Adolf Scheel angeworben, der den SD-Oberabschnitt Südwest organisierte). Schon im September 1936 leitete er das SD-Büro in Stuttgart. Zunächst leitete er den SD-Unterabschnitt Württemberg und von 1939 bis 1943 den SD-Leitabschnitt Stuttgart.
Vom 7. September bis 10. Dezember 1941 war er Kommandeur des Sonderkommandos 7a innerhalb der Einsatzgruppe B. Innerhalb von zwei Monaten ermordete Steimles Einheit unter seinem Kommando 500 Juden. Von August 1942 bis Januar 1943 war er Leiter des Sonderkommandos 4a der Einsatzgruppe C. In abgehörten Gesprächen bezeichneten der Sturmbannführer Otto Begus in britischer Gefangenschaft Steimle daher als „eiskalten Schlächter und Massenmörder“. Nach Deutschland zurückgekehrt, wurde er 1943 Chef der Gruppe VI B im Reichssicherheitshauptamt (RSHA), die als Bestandteil des Auslandsnachrichtendienstes für „Westeuropa“ zuständig war. Auf Grund der politischen Krise im Sommer 1943, den wichtigsten Bündnispartner Deutschlands betreffend, lag ab diesem Zeitpunkt sein besonderer Schwerpunkt auf Italien. Für den nachrichtendienstlichen Einsatz in diesem Raum bereitete er mehrere SD-Offiziere vor, darunter auch SS-Hauptsturmführer Johannes Clemens. Kurze Zeit darauf entsandte er auch seinen bisherigen Bereichsleiter für Italien, Klaus Hügel, nach Rom. Zudem wurden Versuche unternommen, ein Netz von Agenten und V-Leuten in Vichy-Frankreich sowie Kontakte ins francistische Spanien aufzubauen. Zu seinen Untergebenen gehörten außerdem Heinz Felfe und Hans Daufeldt für die neutrale Schweiz. Steimle wurde 1944 zum SS-Standartenführer befördert.
Nach Kriegsende legte er sich das Pseudonym Dr. Hermann Burlach zu und verbarg sich schließlich in Groß-Höchberg bei einem Landwirt, wo er am 1. Oktober 1945 nach Ermittlungen des Counter Intelligence Corps von der US-Armee festgenommen wurde.

### Nach 1945

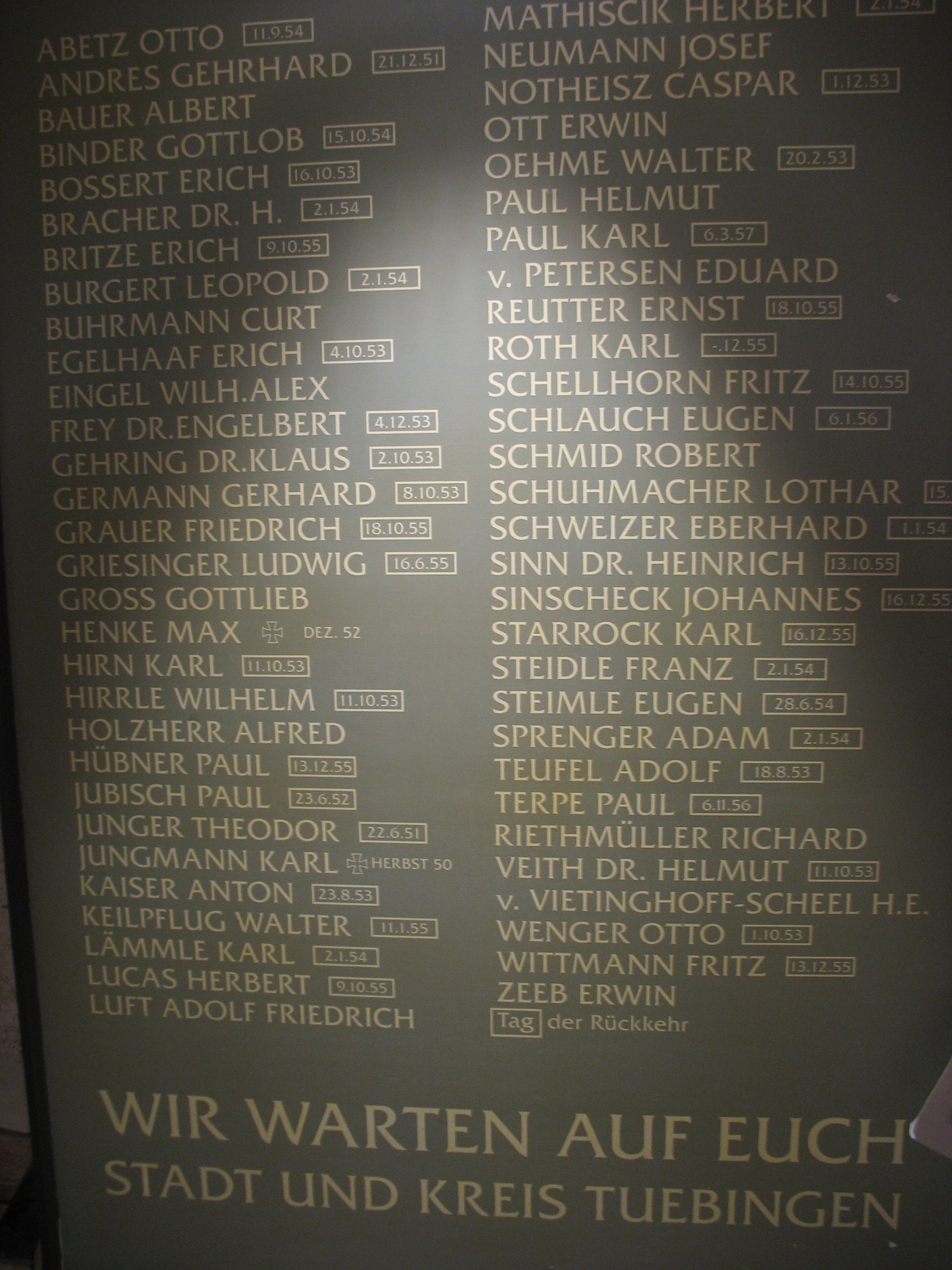
Eugen Steimle auf der Tübinger Heimkehrertafel (2010)

Steimle wurde nach amerikanischer und französischer Internierung 1948 im Nürnberger Einsatzgruppen-Prozess zum Tode verurteilt. Als er dort gefragt wurde, wie viele Personen in der russischen Stadt Welikije Luki ermordet worden seien, gab er zunächst an, dies nicht zu wissen. Später, auf Drängen des Staatsanwaltes Benjamin Ferencz, antwortete er: „Ich denke es waren weniger als Tausend.“ Im Gericht versuchte Steimle die Verantwortung für die Taten einerseits auf den Führer-Befehl und andererseits auf seine Untergebenen abzuwälzen, die die Untersuchungen vorgenommen hätten. Drei junge Frauen wurden als kommunistische Partisanengruppe unter seinem Befehl erschossen. Steimle konnte sich vor Gericht nur auf Vermutungen berufen, auf deren Basis er die Erschießungen begründete. Sein Verteidiger war Erich Mayer.
Seine Strafe wurde dann im Januar 1951 von einem Gnadengericht auf 20 Jahre Gefängnis reduziert. Am 28. Juni 1954 wurde er aus dem Kriegsverbrechergefängnis Landsberg entlassen.
Steimle profitierte von den Gnadenentscheidungen des amerikanischen Hohen Kommissars John Jay McCloy im Januar 1951, der 79 von 89 Häftlingen in Landsberg ihre Strafen verringerte. McCloy war dabei wesentlich beeinflusst durch Eingaben und Appelle bundesrepublikanischer Politiker und Kirchenleute. Die bewusst geschaffene sprachliche Verwirrung zwischen kriegsgefangenen Soldaten einerseits und verurteilten Kriegsverbrechern andererseits führte so weit, dass die Stadt Tübingen auf einer Tafel für spätheimkehrende Kriegsgefangene auch die Namen der verurteilten Kriegsverbrecher Otto Abetz und Eugen Steimle aufführte. Im August 2003 wurde schließlich die Gedenktafel für die Kriegsgefangenen am Tübinger Holzmarkt, die dort seit 1951 hing, gänzlich entfernt.
Nach der Freilassung kehrte Steimle zu seinen pietistischen Wurzeln zurück: nach kurzer Anstellung bei einer Aufzugsfirma in Stuttgart wurde er 1955 Lehrer für Deutsch und Geschichte an der privaten Oberstufe des damals evangelischen Gymnasiums der Zieglerschen Anstalten in Wilhelmsdorf. Das Oberschulamt in Tübingen hatte allerdings Steimles Wirken an der staatlichen Unter- und Mittelstufe der Schule untersagt. Versuche Steimles, wieder in das Beamtenverhältnis aufgenommen zu werden, blieben ohne Erfolg.
1956 wurde Steimle von Hans Schröder, einem ehemaligen Angehörigen des Auswärtigen Amtes, als Informant für den Bundesnachrichtendienst angeworben. Unter den Decknamen „Wolf“ und „Tasso“ legte er für die Gegenspionage Dossiers über mögliche Hitler-Gegner und Ostagenten an und berichtete über Treffen mit alten SD- und Gestapokameraden wie seinem Freund Heinz Pannwitz oder Walter Huppenkothen. Dafür erhielt Steimle eine monatliche Entschädigung von 300 D-Mark, ehe die Zusammenarbeit um 1963 abbrach. Zwischen 1960 und 1966 wurde Steimle zudem mehrfach als Zeuge bei Ermittlungen gegen ehemalige Angehörige des Reichssicherheitshauptamtes vernommen, zu einer erneuten Anklage gegen ihn kam es aber nicht mehr. Er trat 1975 in den Ruhestand.